# Letničie
Letničie (bis 1927 slowakisch auch „Letnice“; deutsch Letnitz, ungarisch Letenőc – bis 1900 Lettnic) ist eine Gemeinde im Westen der Slowakei mit 490 Einwohnern (Stand 31. Dezember 2024), die zum Okres Skalica, einem Kreis des Trnavský kraj, gehört und in der traditionellen Landschaft Záhorie liegt.

## Geographie

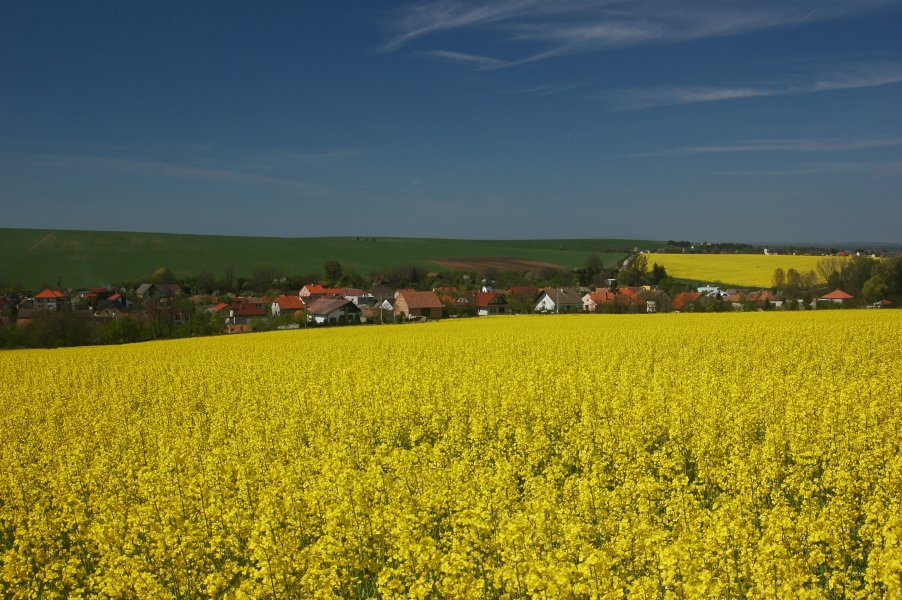
Blick auf Letničie und umliegende Landschaft

Die Gemeinde befindet sich im Westteil des Hügellands Chvojnická pahorkatina. Das Ortszentrum liegt auf einer Höhe von 210 m n.m. und ist 12 Kilometer von Holíč sowie jeweils 19 Kilometer von Senica und Skalica entfernt.
Nachbargemeinden sind Unín im Nordosten, Štefanov im Südosten, Šaštín-Stráže im Süden und Petrova Ves im Westen.

## Geschichte

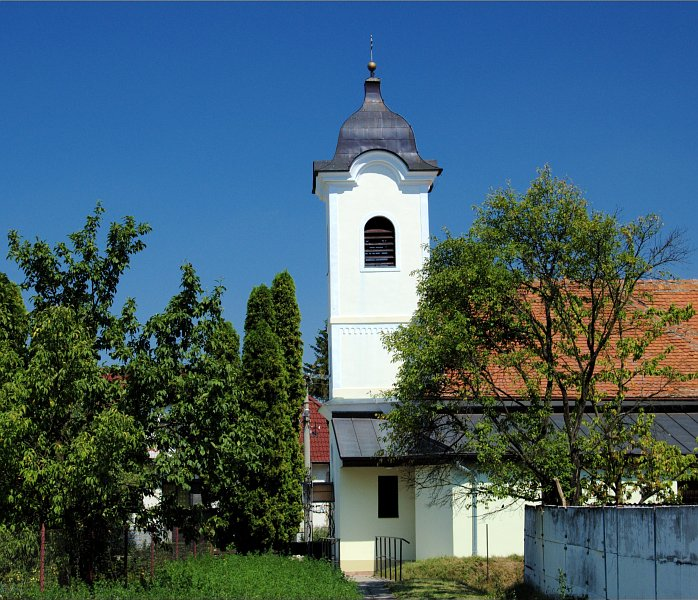
Kirche in Letničie

Die Besiedlung des heutigen Letničie geht in das 13. Jahrhundert zurück, damals im Grenzgebiet zwischen den Königreichen Ungarn und Böhmen gelegen. Es wurde zum ersten Mal 1452 als Lettniecze schriftlich erwähnt; zu diesem Zeitpunkt gehörte das Dorf zum Herrschaftsgut von Holitsch und hatte 15 Porta. Bedeutende Gutsbesitzer stammten aus dem Geschlecht Czobor, das aber zuletzt wegen Schulden das Gut an Wiener Gläubiger Stegner verlor. 1736 wurde Letničie Besitz der Habsburger, der bis 1918 andauerte. Haupteinnahmequelle der Bevölkerung war und ist Landwirtschaft, früher auch Weinbau.
Bis 1918 gehörte der im Komitat Neutra liegende Ort zum Königreich Ungarn und kam danach zur Tschechoslowakei beziehungsweise heute Slowakei.

## Bevölkerung
| Jahr                | 1994 | 2004    | 2014    | 2024    |
| ------------------- | ---- | ------- | ------- | ------- |
| Anzahl der Personen | 538  | 527     | 504     | 490     |
| Unterschied         |      | −2,04 % | −4,36 % | −2,77 % |

| Jahr                | 2023 | 2024    |
| ------------------- | ---- | ------- |
| Anzahl der Personen | 504  | 490     |
| Unterschied         |      | −2,77 % |

Nach der Volkszählung 2011 wohnten in Letničie 514 Einwohner, davon 500 Slowaken, 4 Tschechen und 1 Magyare. 9 Einwohner machten keine Angabe zur Ethnie. 459 Einwohner bekannten sich zur römisch-katholischen Kirche und 6 Einwohner zur Evangelischen Kirche A. B. 24 Einwohner waren konfessionslos und bei 25 Einwohnern wurde die Konfession nicht ermittelt.

## Bauwerke
- römisch-katholische Johannes-der-Täufer-Kirche aus dem Jahr 1822

## Verkehr
Durch Letničie verläuft eine Straße 3. Ordnung nach Petrova Ves und Štefanov. Im erstgenannten Ort kreuzt sie sich mit der Straße 2. Ordnung 590 (Holíč–Stráže).